# KBC-1 Rosomak

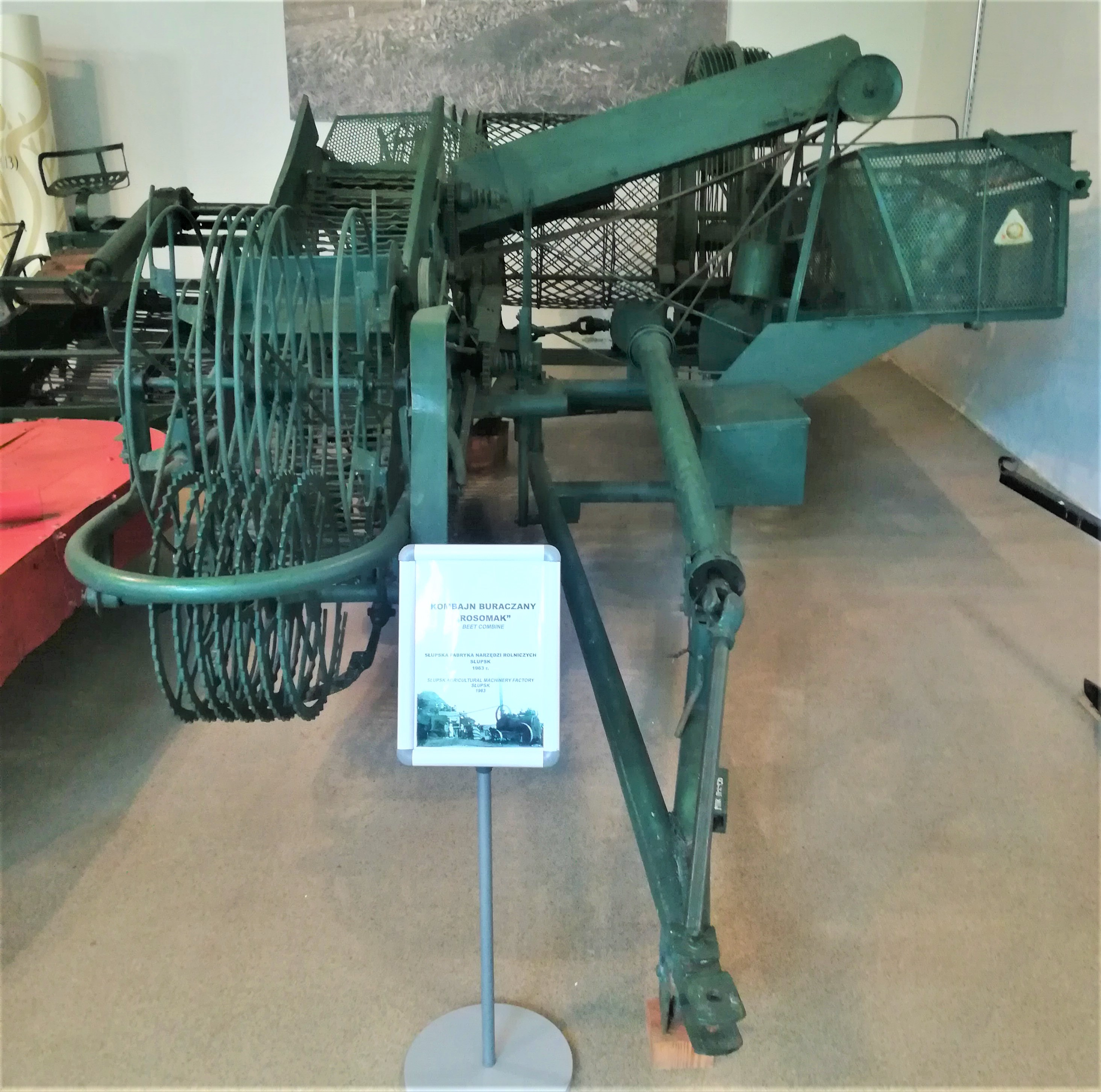
Egzemplarz w zbiorach Muzeum Rolnictwa w Szreniawie

KBC-1 Rosomak – jednolemieszowy kombajn do zbioru buraków cukrowych konstrukcji Zakładowego Biura Konstrukcyjnego Słupskiej Fabryki Narzędzi Rolniczych. Pierwszy polski kombajn buraczany.

## Geneza
Do lat 50. XX wieku zbiór buraków cukrowych odbywał się w Polsce głównie ręcznie, ewentualnie z użyciem prostych maszyn o napędzie konnym. W latach 50. zaczęto sporadycznie używać sowieckich kombajnów SKEM-3, które jednak wymagały ciągnika o wąskich kołach lub gąsienicach, tak by zachowana została stała szerokość międzyrzędzi – 44,5 cm. Tego rodzaju ciągniki były na polskich polach rzadko spotykane.

## Charakterystyka
W latach 1963–1964 powołano zespół, którego zadaniem było opracowanie i wdrożenie polskiego kombajnu buraczanego. Nie wiadomo, czy twórcy wzorowali się na rozwiązaniach zagranicznych, czy zastosowali własne pomysły. Konstrukcja, w stosunku do maszyn z ZSRR, czy z NRD, miała inaczej rozwiązaną drogę przenoszenia i czyszczenia korzeni. Oprócz tego zastosowano ażurowy bęben czyszczący, co było niespotykane w analogicznych maszynach bloku komunistycznego. Kombajn mógł współpracować z ciągnikiem o mocy około 25-35 KM pod warunkiem pracy wyłącznie na glebach średnich i lekkich. Wszystkie mechanizmy kombajnu napędzane były stosunkowo długim wałkiem odbioru mocy. Kombajn obcinał liście (kierując je do specjalnego zbiornika), wyciągał korzenie i oczyszczał je z ziemi w bębnie doczyszczającym. Oczyszczane buraki trafiały do zbiornika o pojemności 0,37 m³, w którym mieściło się 270 kg surowca. Zbiornik opróżniono z buraków za pomocą jednorozdzielaczowego układu hydraulicznego. Aby maszyna pracowała wydajnie, buraki winny być posadzone w równych odstępach (co 41–45 cm) i w rzędach co 26 cm. Z pól trzeba było usunąć kamienie, tak aby ich ilość nie przekraczała 1,5 t/ha.

## Eksploatacja
W kampanii w 1964 ustalono, że kombajn prawidłowo pracował przy plonach dochodzących do 320q/ha liści i 400q/ha korzeni. Większe plony groziły stratami liści i uszkodzeniami korzeni. Prędkość robocza Rosomaka wynosiła 2,88 do 5,04 km/h, ciężar wynosił 1800 kg, a do obsługi wymagano trzech osób. W 1965 produkowano w Słupsku 650 sztuk w kombajnów rocznie. Konstrukcja adresowana była przede wszystkim do PGR-ów, gdyż jego cena była zbyt wysoka dla rolników indywidualnych, czy małych kółek rolniczych. Wyeksportowano go do 28 państw świata.
Najczęściej współpracujące ciągniki to Ursus C-325 i Zetor 3011 (ten drugi z drobnymi przeróbkami). Z uwagi na małą wydajność (0,1 ha/godz.), na bazie Rosomaka zaprojektowano kombajn KBC-2 Rosomak II. Obydwa modele wytwarzano do 1973, po czym zaniechano prac rozwojowych w tym zakresie, zastępując Rosomaki kombajnem Z-413 Neptun, produkowanym na podstawie licencji niemieckiego przedsiębiorstwa „Kleine”.